# Roselló
Roselló (en catalán: Rosselló) es un municipio español de la comarca del Segriá, en la provincia de Lérida, Cataluña, situado al norte de la capital comarcal.

## Geografía humana

### Demografía
Cuenta con una población de 3353 habitantes (INE 2024).
| Gráfica de evolución demográfica de Roselló entre 1842 y 2021 |
| |
| Población de derecho según los censos de población del INE Población de hecho según los censos de población del INEEn estos censos se denominaba Roselló: 1842, 1857, 1860, 1877, 1887, 1897, 1900, 1910, 1920, 1930, 1940, 1950, 1960, 1970 y 1981 |

| 1900 | 1930 | 1950 | 1970 | 1981 | 1986 |
| ---- | ---- | ---- | ---- | ---- | ---- |
| 670  | 1005 | 1038 | 1385 | 1544 | 1556 |

### Economía
- Agricultura de regadío, ganadería e industria diversificada (textil, papelera, agroalimentaria).

## Monumentos
- Iglesia de San Pedro ad víncula,[4] del siglo XVIII y cuyo campanario se derrumbó en 2016.[5]